# Рут Буендіа
Рут Зенаїда Буендіа Местокьярі (нар. 1977 р.) — перуанська активістка ашанінка та перша жінка-президент організації «Центральна Ашанінка дель Ріо Ене», яка має на меті юридично представляти та легітимізувати 18 корінних громад народу ашанінка навколо річки Ене та 33 додатки навколо нього. У 2014 році вона була нагороджена екологічною премією Goldman за те, що вона керувала кампанією від імені народу ашанінки проти великомасштабних дамб, які витіснили б корінні громади та загрожували довкіллю.
Буендіа також була обрана серед 100 глобальних мислителів 2014 року журналом Foreign Policy за її протидію будівництву великомасштабних дамб, які загрожували б довкіллю, що охоплює корінні громади Ашанінки. Вона є видатною екологічною активісткою, яка боролася за права корінного населення Латинської Америки.

## Біографія
Рут Буендіа народилася в громаді Ашанінка в Кутівірені в провінції Сатіпо в департаменті Хунін у 1977 році. У той час значно посилилося насильство через суперечку між урядом штату та Комуністичною партією Перу. Це призвело до дерацинації громад у центральній частині країни.
Проживши важке дитинство, коли її батько був убитий своїми людьми за те, що її вважали членом терористичної групи, в 1991 році вона з матір’ю та братами втекла до Сатіпо. Кілька років до 2003 року вона працювала офіціанткою в Лімі та Сатіпо, коли вирішила приєднатися до організації Central asháninka del Río Ene (CARE). Після кількох років політичної та екологічної діяльності вона стала президентом організації у 2005 році, а у 2009 та 2013 роках була переобрана.

### Участь у CARE
У 1995 році Буендіа зі своєю сім'єю повернулася до Сатіпо. Вона повернула документи і записалася на перший курс вечірньої школи. Під час подорожей між двома містами вона мала нагоду зустрітися з ашаніками, які мають відношення до CARE, також відомих її батьком, який потім запросив її взяти участь як волонтера. У 2003 році вона почала займатися підготовкою та доставкою документів, що засвідчують особу, людям, які проживали в громадах навколо річки Ене, яким необхідно було втекти з цього району через наявність Сяючої стежки. Таким чином Буендіа могла відновити свій контакт з рештою ашанінських громад та співчувати їхнім проблемам, які, окрім загального соціального насильства, яке обтяжувало їх протягом 1980-х і 1990-х, включало відсутність представництва на державному рівні регіонів перуанської Амазонії, посилену імміграцію з Анд, жителі яких привезли з собою виробництво та торгівлю кокаїном, а також передачу своїх комунальних земель гідроелектростанціям і нафтовим компаніям від імені уряду. За цей час вона також зустріла свого нинішнього партнера, з яким у неї було четверо дітей.

На той час CARE не була організацією, яка б дуже добре представляла інтереси ашанінків. Вона була заснована у 1994 році для того, щоб представляти 17 корінних громад, розташованих у басейні річки Ене. Проте, інші громади не визнавали її існування, і вона не була офіційно зареєстрована в публічних записах, через що організація не могла офіційно спілкуватися з центральним урядом чи іншими організаціями з потенційно подібними цілями в міському контексті. Ці проблеми були розкриті на асамблеї CARE у 2005 році. Тоді було вирішено, що буде обрано перехідну Раду директорів з метою розширення руху. Після двох років глибокої роботи в громадах і за підтримки жінок у них, Рут Буендіа була обрана президентом попередньої ради директорів CARE, одночасно будучи першою жінкою-кандидатом і жінкою-президентом. На початку її каденції чоловіки-члени ашанінки не схвалювали, що їх очолювала Буендіа. Але дуже швидко вона завоювала довіру та повагу свого народу. Як вона сама каже,
Деякі чоловіки спочатку лаяли мене за моє обрання. Вони сказали, що ми, жінки, некомпетентні в таких справах. Це найшкідливіша група мого народу. На щастя, у мене є серце воїна, і я показав його їм. — Рут Буендіа
Через рік після асамблеї Буендіа була обрана президентом постійної ради CARE і був переобраний у 2009 та 2013 роках, будучи головною представницею від 10 000 до 12 000 людей у басейні річки Ене.

## Пакіцапанго і міжнародне визнання
У 2009 та 2010 роках Рут Буендіа та CARE очолювали протести проти будівництва дамби гідроелектростанції в Пакіцапанго, проєкту, який поставив під загрозу добробут громади Ашанінка на вододілі річки Ене. В результаті цього уряд Перу був змушений скасувати гранти компанії, відповідальної за будівництво, Pakitzapango Energía SAC, блокуючи проєкт до сьогодні. Буендіа, як представниця CARE, у 2014 році отримала премію Goldman, а також інші нагороди, завдяки яким її вважають одним із найважливіших екологів у Південній Америці.